# Hypolytrum pseudomapanioides
Hypolytrum pseudomapanioides är en halvgräsart som beskrevs av David Alan Simpson och Kaare Arnstein Lye. Hypolytrum pseudomapanioides ingår i släktet Hypolytrum och familjen halvgräs. IUCN kategoriserar arten globalt som starkt hotad.
Artens utbredningsområde är Kamerun. Inga underarter finns listade i Catalogue of Life.